# قلعة (بعبدا)
قلعة  هي إحدى القرى اللبنانية من قرى قضاء بعبدا في محافظة جبل لبنان.